# Hemidactylus barbierii
Hemidactylus barbierii es una especie de gecos de la familia Gekkonidae.

## Distribución geográfica
Es endémica del este del lago Turkana, al norte de Kenia.